# Cayuga County
Cayuga County je okres ve státě New York ve Spojených státech amerických. K roku 2010 zde žilo 80 026 obyvatel. Správním městem okresu je Auburn. Celková rozloha okresu činí 2 238 km².